# Wiener Moderne

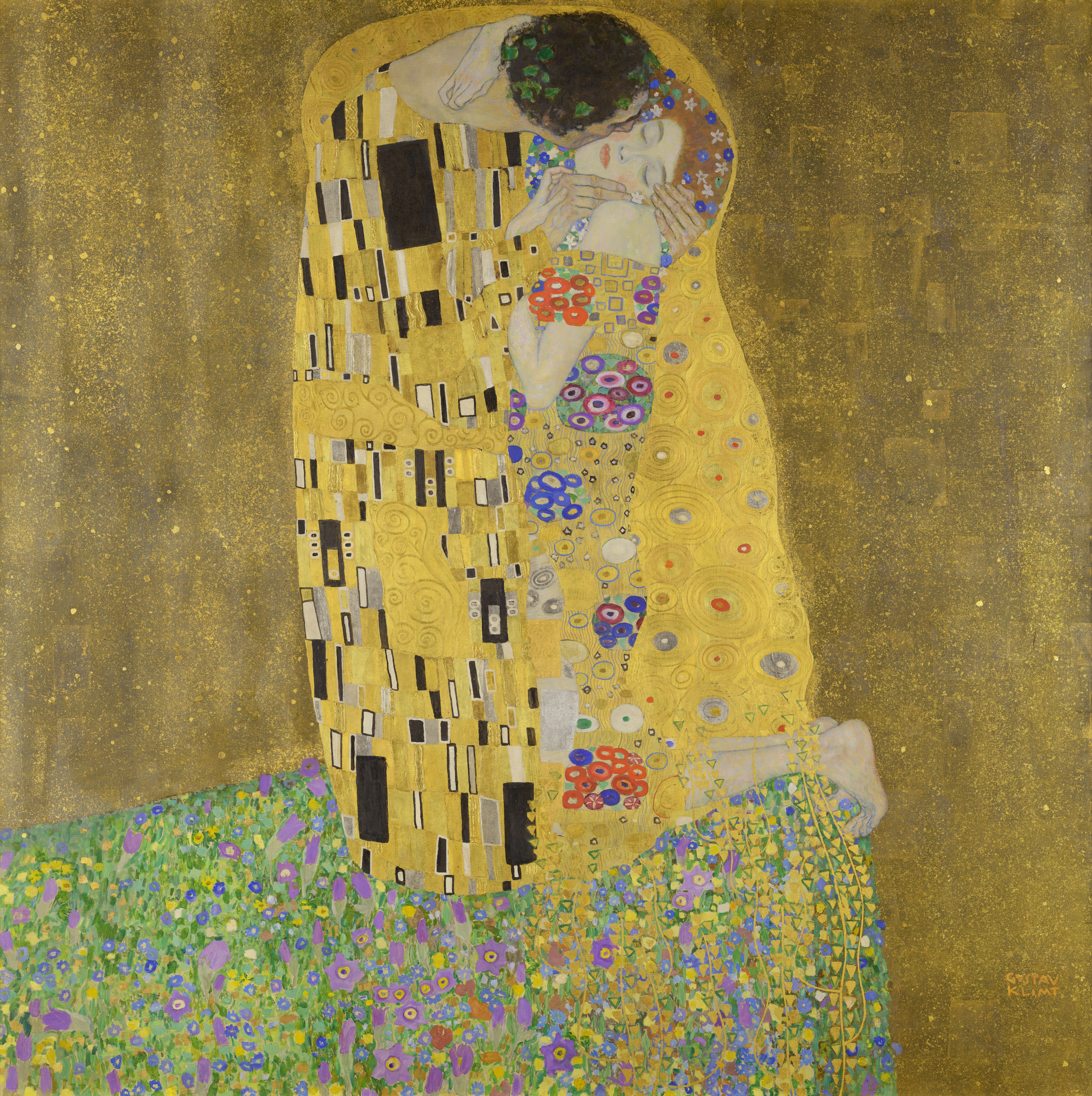
Der Kuss (Gustav Klimt, 1907–1908)

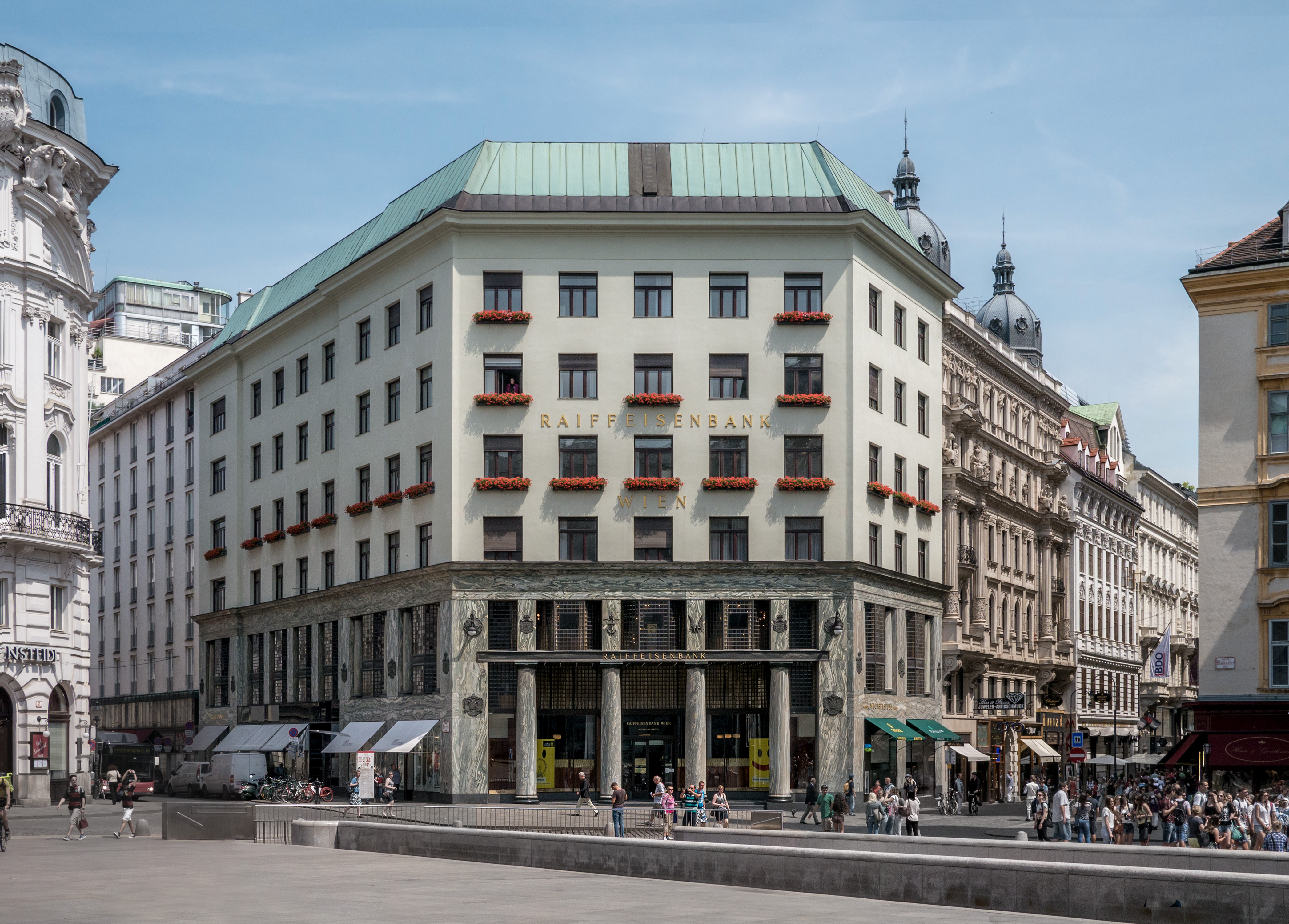
Das Looshaus von Adolf Loos (1909)

Die Wiener Moderne bezeichnet das Kulturleben in der österreichischen Hauptstadt um den Fin de Siècle (von etwa 1890 bis 1910). Vor dem Ersten Weltkrieg und dem anschließenden Zerfall der Habsburgermonarchie kam es in Wien zu einer bedeutenden Blütezeit in der Philosophie, Malerei, Architektur, Musik und Literatur, aber auch in der Mathematik, der Medizin und den Wirtschafts- und Rechtswissenschaften. International wird auch der Begriff Wien um 1900 bzw. Vienna 1900 verwendet.
Die Wiener Moderne entstand als Gegenströmung zum Naturalismus und wollte der in diesem vorherrschenden Maxime des naturgetreuen Abbildens realer Umstände die „Kunst um der Kunst willen“ (französisch l’art pour l’art) entgegensetzen. Das Ergebnis war ein Stilkonglomerat, beeinflusst von vielfältigen, teils widersprüchlichen Strömungen des Fin de Siècle in Europa. So waren bedeutende Zentren der Moderne Paris, Berlin, Sankt Petersburg und Mailand. Die internationale Entdeckung und Erforschung der Wiener Moderne begann in den 1970er Jahren.

## Hintergründe und Einflüsse
Die konservativ-katholische Monarchie Österreich-Ungarn war unter Kaiser Franz Joseph I. in ihrer Hoch- und Endphase angelangt. Während die Industrialisierung vergleichsweise schleppend verlief, ein großer Verwaltungsapparat das Land überwölbte und sich die Nationalitätenkonflikte im Vielvölkerstaat zuspitzten, kam es in den Zentren des Reiches (Wien, Budapest, Prag, Triest, Zagreb etc.) zu intellektuellen Höchstleistungen bei der Entwicklung oft gegensätzlicher Grundsätze, Meinungen, Wissenschaftsansätze und Strömungen. Die Hauptstadt Wien, die um 1900 mehr als 2 Millionen Einwohner zählte, war dabei Schmelztiegel der mitteleuropäischen Kulturen, denn hier sammelte sich die wirtschaftliche und intellektuelle Hautevolee.
Das politische Leben in Wien war vielschichtig und spannungsgeladen. Sozialdemokratie (Victor Adler), Zionismus (Theodor Herzl) und Austromarxismus (Otto Bauer) entwickelten sich. Bürgermeister Karl Lueger benutzte nach eigenen Worten den öffentlichen Antisemitismus als politische Strategie. 1914 waren 9 Prozent der Wiener Bürger Juden. Sie hatten großen Anteil am künstlerischen und wissenschaftlichen Schaffen, so waren beispielsweise Karl Kraus, Arthur Schnitzler, Gustav Mahler, Arnold Schönberg und Alfred Polgar jüdischen Glaubens.
Im Milieu von konservativem Prunk und Fortschritt wendeten sich die Künstler, konträr zum Naturalismus, dem Inneren und der Psyche zu. Es kam zur Ich-Zergliederung. Ernst Mach bezeichnete das Ich als „unrettbar“. Der Zusammenhang von Ich und Gesellschaft, Ich und Welt, wurde nicht mehr rational begründet, sondern zeigte sich an den Grenzen zwischen Traum und Wirklichkeit, zwischen Verstand und Gefühl. Eine „Stimmung“ drückte für die Zeitgenossen oft mehr aus, als sich mit Begriffen sagen lässt.
Der Ideenimport erfolgte über direkte persönliche Beziehungen avantgardistisch engagierter Einzelner. Friedrich Nietzsche und Richard Wagner spielten eine wichtige Rolle im öffentlichen Diskurs. Der Literaturkritiker und Autor Hermann Bahr pendelte ständig zwischen Berlin und Wien und unterlag so selbst der permanenten Wandlung durch immer neuere Ideen. Er war zuerst Wagnerianer und Anhänger Bismarcks, danach Marxist, Naturalist, Symbolist, schließlich Expressionist und am Schluss konservativer Katholik. Ein entscheidendes Jahr für das Durchsetzen der neuen Ideen der Wiener Moderne (entgegen dem Historismus in Architektur und Literatur) war 1897 mit der Gründung der Wiener Secession. Der Architekt Adolf Loos blieb sein Leben lang beeindruckt und beeinflusst von seinem Aufenthalt in den Vereinigten Staaten von 1893 bis 1896, vor allem in Chicago und New York.

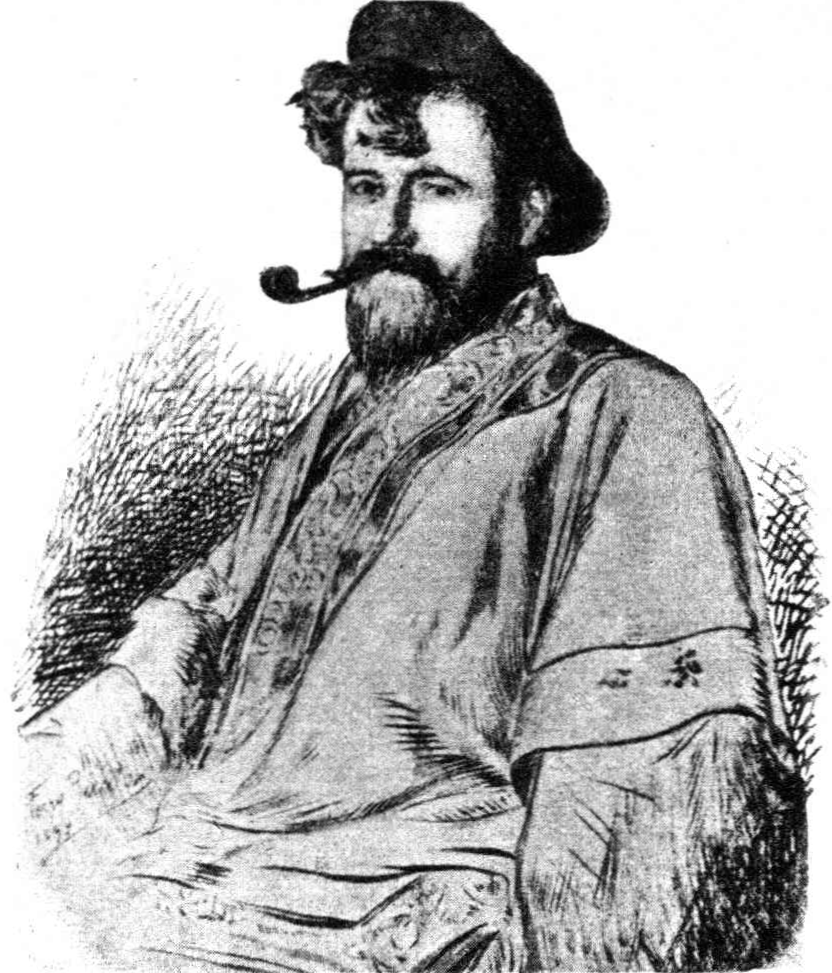
Hermann Bahr, Mentor der Kaffeehausliteraten, Zeichnung von Ferry Bératon, 1893

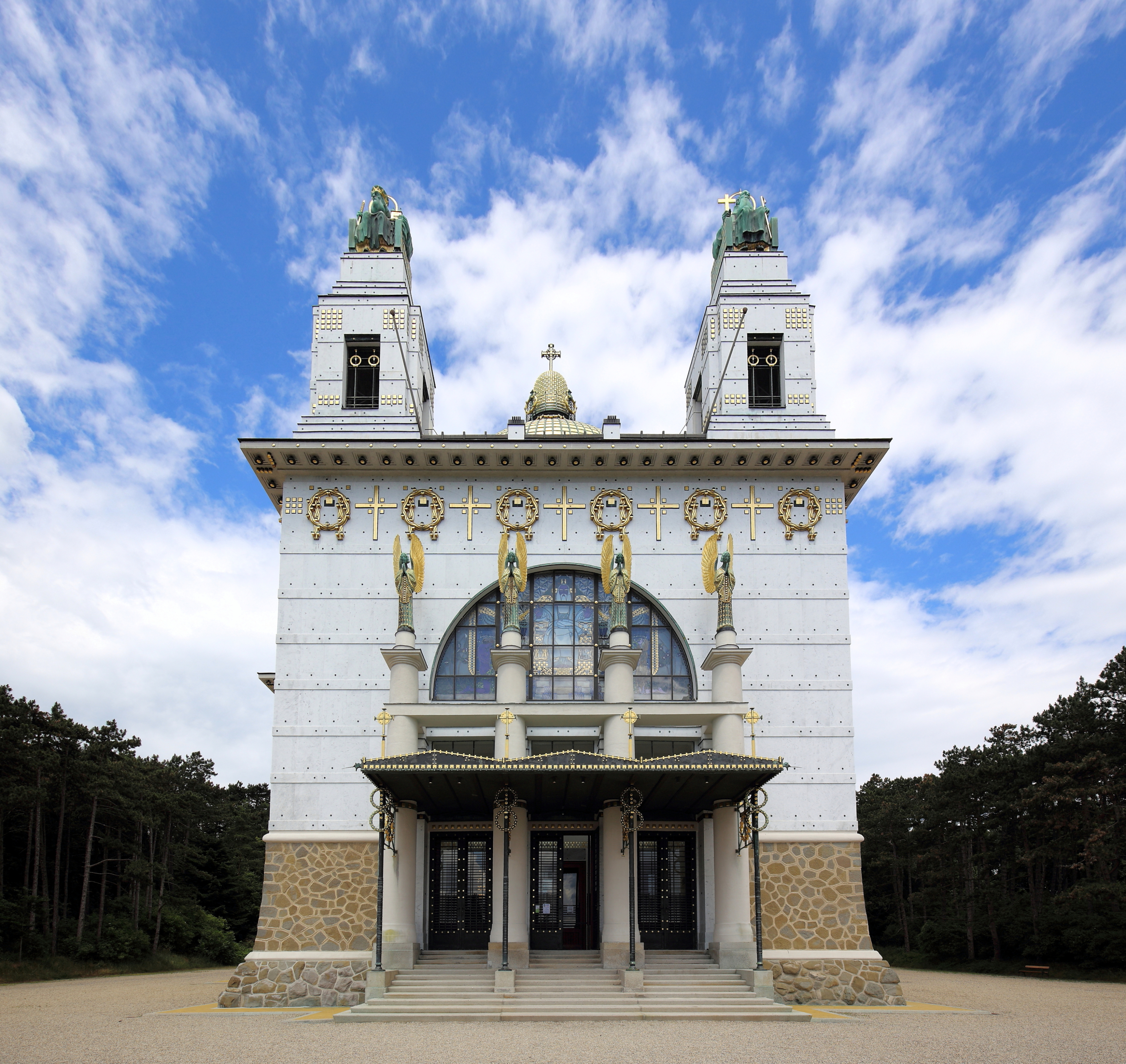
Die Kirche am Steinhof; sie gilt als bedeutendster Sakralbau der Wiener Moderne in Wien

## Philosophie, Psychologie und Sozial- bzw. Naturwissenschaften
Ernst Mach machte sich als Philosoph, Physiker und Wissenschaftstheoretiker einen Namen. Ludwig Wittgenstein leistete bedeutende Beiträge zur analytischen Philosophie und Sprachphilosophie. Weitere Philosophen waren Ludwig Boltzmann, Franz Brentano, Rudolf Carnap, Edmund Husserl, Alexius Meinong, Karl Popper und Moritz Schlick.
Als Rechtswissenschaftler sind Hans Kelsen und Anton Menger anzuführen. Bedeutende Ökonomen waren Eugen von Böhm-Bawerk, Friedrich von Hayek, Carl Menger, Ludwig von Mises und Joseph Schumpeter.
Sigmund Freud revolutionierte die Psychologie durch die Begründung der Psychoanalyse. Er publizierte 1899 seine berühmt gewordene „Traumdeutung“.
Unter den Mathematikern sind Kurt Gödel, Hans Hahn, Karl Menger und Richard von Mises zu nennen.

## Bildende Kunst
Das künstlerische Schaffen bündelte sich in den Vereinigungen der Wiener Secession und der Wiener Werkstätte.
Die drei herausragendsten und international bekannten Maler der Wiener Moderne sind Gustav Klimt (Jugendstil), Oskar Kokoschka und Egon Schiele (beide Expressionismus).
Die Architektur prägten Otto Wagner und Adolf Loos. Otto Wagner verfasste eine Schrift mit dem Titel Moderne Architektur von 1895, in der er die Ära und Vorherrschaft des Historismus (insbesondere der Bauten der Wiener Ringstraße im neugriechischen, neurömischen und neubarocken Stil) für beendet erklärte. Den Begriff „Moderne“ kannte er noch nicht, er sprach lediglich von der notwendigen Anpassung der Architektur an den technischen Fortschritt.

## Literatur

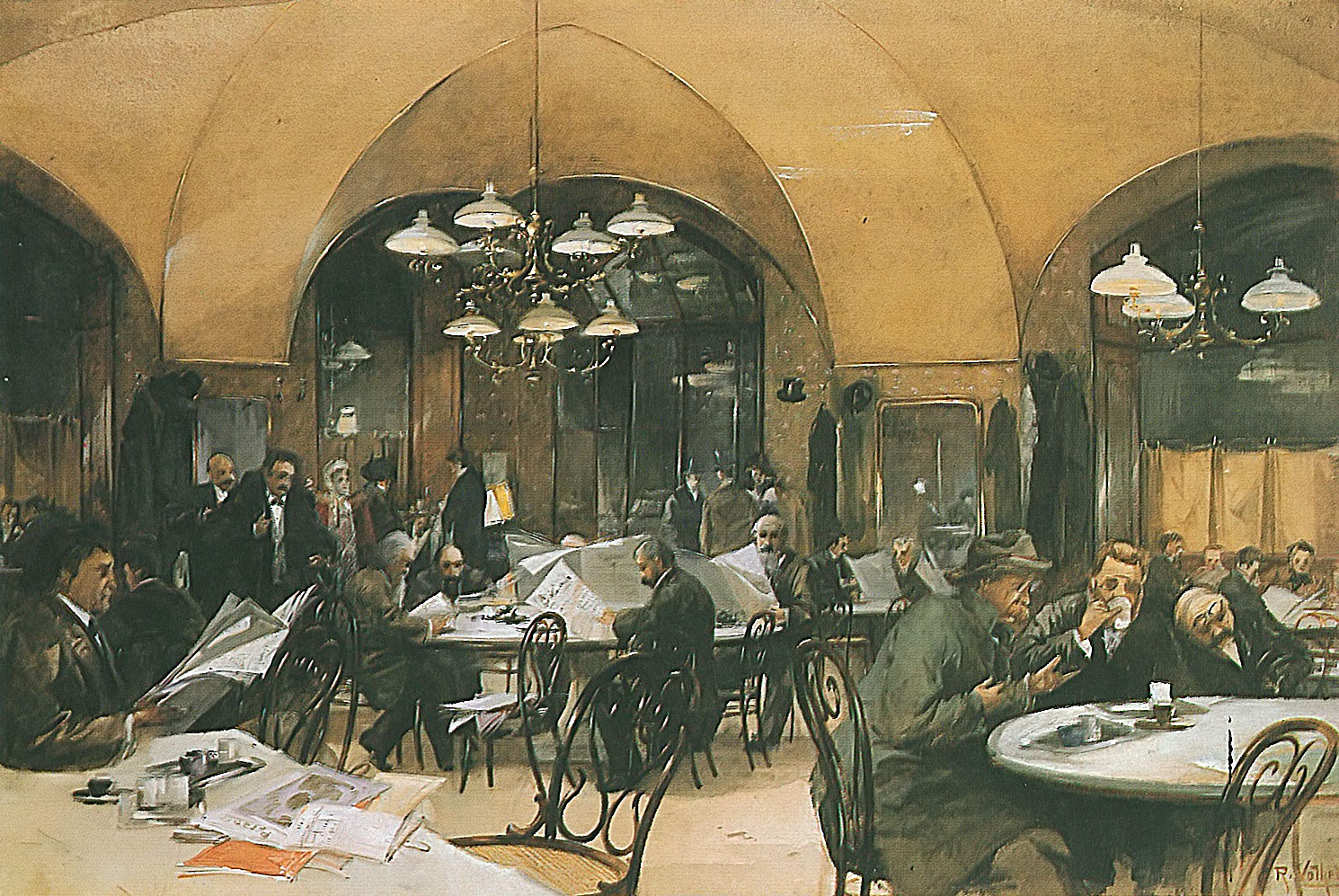
Café Griensteidl 1896

## Musik
Herausragende Komponisten waren Alban Berg, Johannes Brahms, Anton Bruckner, Gustav Mahler, Arnold Schönberg, Anton von Webern und Hugo Wolf.